# Hashimura Togo
Hashimura Togo er en amerikansk stumfilm fra 1917 af William C. deMille.

## Medvirkende
- Sessue Hayakawa som Hashimura Togo.
- Florence Vidor som Corinne Reynolds.
- Mabel Van Buren som Mrs. Reynolds.
- Walter Long som Carlos Anthony.
- Tom Forman som Dr. Garland.